# Chloe Fraser
Chloe Fraser (Escocia, 20 de septiembre de 1993) es una ciclista profesional británica. Debutó como profesional con el Team Rytger en 2015 donde participó en varias pruebas del calendario internacional y sus mejores resultados a modo de top-20 llegaron en pruebas amateurs de Bélgica, Gran Bretaña -donde obtuvo 1 victoria en Escocia- y en el Campeonato de Gran Bretaña Contrarreloj. Un año después fichó por el Lointek.

## Equipos
- Team Rytger (2015)[7]
- Lointek (2016)